# Хауорт (лунный кратер)
Кратер Хауорт (лат. Haworth) — крупный ударный кратер в  области южного полюса на видимой стороне Луны. Название присвоено в честь английского химика-органика и биохимика Уолтера Нормана Хоуорса (1883—1950) и утверждено Международным астрономическим союзом 30 октября 2008 г.  

## Описание кратера
Ближайшими соседями кратера являются кратер Кабео на северо-западе; кратер  Малаперт на севере-северо-востоке; кратер  Шумейкер на юго-востоке; кратер  Шеклтон на юге и кратер Де Герлах на юге. Селенографические координаты центра кратера 87°27′ ю. ш. 5°10′ з. д. / 87,45° ю. ш. 5,17° з. д., диаметр 51,4 км, глубина 2,4 км.
Кратер Хауорт имеет полигональную форму и значительно разрушен. К северной части вала кратера примыкает массивный хребет, имеющий неофициальное название Малаперт Альфа. Вследствие близости к южному полюсу часть кратера практически постоянно находится в тени, поэтому топография кратера приблизительно определена лишь с помощью радарных измерений. Температура на дне чаши кратера имеет постоянное значение и оценивается приблизительно в 100 °K.

## Сателлитные кратеры
Отсутствуют.

## См.также
- Список кратеров на Луне
- Лунный кратер
- Морфологический каталог кратеров Луны
- Планетная номенклатура
- Селенография
- Минералогия Луны
- Геология Луны
- Поздняя тяжёлая бомбардировка